# Euchromius cambridgei
Euchromius cambridgei é uma espécie de insetos lepidópteros, mais especificamente de traças, pertencente à família Crambidae.
A autoridade científica da espécie é Zeller, tendo sido descrita no ano de 1867.
Trata-se de uma espécie presente no território português.